# Estrella Cabeza Candela
Estrella Cabeza Candela (* 20. Februar 1987 in Sevilla) ist eine spanische Tennisspielerin.

## Karriere
2002 bestritt Cabeza Candela in ihrer Heimatstadt Sevilla ihr erstes ITF-Turnier. Bisher gewann sie auf dem ITF Women’s Circuit 13 Einzel- und 16 Doppeltitel.
Im Mai 2013 rangierte sie im WTA-Ranking erstmals in den Top 100. In Wimbledon qualifizierte sie sich dann zum ersten Mal für das Hauptfeld eines Grand-Slam-Turniers, sie scheiterte jedoch in Runde eins an Caroline Wozniacki. Im Juli erreichte sie in Palermo erstmals das Halbfinale eines WTA-Turniers, dort unterlag sie der späteren Turniersiegerin Roberta Vinci mit 7:5, 2:6 und 2:6. Beim WTA-Turnier in Hobart stand sie 2014 ebenfalls im Halbfinale, dort verlor sie gegen Garbiñe Muguruza klar mit 0:6 und 1:6.
In den deutschen Tennisbundesligen spielte sie 2009 für den Ratinger TC Grün-Weiß und 2012 für den MTTC Iphitos München in der 2. Liga, sowie 2013 für den ETuF Essen und 2014 für den TC Moers 08 in der 1. Liga.

## Turniersiege

### Einzel
| Nr. | Datum             | Turnier        | Kategorie   | Belag     | Finalgegnerin               | Ergebnis       |
| --- | ----------------- | -------------- | ----------- | --------- | --------------------------- | -------------- |
| 1.  | 19. Juni 2005     | Llerona        | ITF $10.000 | Hartplatz | Justine Ozga                | 7:63, 4:6, 6:2 |
| 2.  | 19. Februar 2006  | Mallorca       | ITF $10.000 | Sand      | Stella Menna                | 6:4, 6:1       |
| 3.  | 26. März 2006     | Sabadell       | ITF $10.000 | Sand      | María José Martínez Sánchez | 6:3, 7:5       |
| 4.  | 9. Juli 2006      | Valladolid     | ITF $25.000 | Hartplatz | Monique Adamczak            | 2:6, 7:63, 7:5 |
| 5.  | 28. Juni 2008     | Getxo          | ITF $25.000 | Sand      | Chayenne Ewijk              | 6:4, 6:4       |
| 6.  | 13. Juli 2008     | Valladolid     | ITF $25.000 | Hartplatz | Frederica Piedade           | 6:4, 7:64      |
| 7.  | 5. September 2010 | Mollerussa     | ITF $10.000 | Hartplatz | Jewgenija Kryworutschko     | 6:2, 6:4       |
| 8.  | 27. März 2011     | Madrid         | ITF $10.000 | Sand      | Laura-Ioana Andrei          | 6:3, 6:2       |
| 9.  | 4. Oktober 2015   | La Vall d’Uixó | ITF $10.000 | Sand      | Aleksandra Koraschwili      | 7:65, 6:2      |
| 10. | 18. Oktober 2015  | Melilla        | ITF $10.000 | Hartplatz | María José Luque Moreno     | 6:3, 6:4       |
| 11. | 8. November 2015  | Vinaroz        | ITF $10.000 | Sand      | Noelia Bouzo Zanotti        | 6:2, 6:2       |
| 12. | 9. April 2017     | Hammamet       | ITF $15.000 | Sand      | Fernanda Brito              | 6:3, 7:5       |
| 13. | 17. Juni 2018     | Barcelona      | ITF $25.000 | Sand      | Aliona Bolsova Zadoinov     | 6:2, 6:3       |

### Doppel
| Nr. | Datum              | Turnier   | Kategorie   | Belag     | Partnerin                  | Finalgegnerinnen                                 | Ergebnis          |
| --- | ------------------ | --------- | ----------- | --------- | -------------------------- | ------------------------------------------------ | ----------------- |
| 1.  | 7. November 2004   | Mallorca  | ITF $10.000 | Sand      | Adriana González Penas     | Karina-Ildor Jacobsgaard Hanne Skak Jensen       | 6:3, 6:3          |
| 2.  | 9. Juli 2005       | Getxo     | ITF $10.000 | Sand      | Nuria Roig Tost            | Anna Gil Mares Tara Wigan                        | 6:1, 6:0          |
| 3.  | 12. Februar 2006   | Mallorca  | ITF $10.000 | Sand      | Nuria Roig Tost            | Eleonora Iannozzi Stella Menna                   | 3:6, 6:3, 6:1     |
| 4.  | 26. März 2006      | Sabadell  | ITF $10.000 | Sand      | Nuria Roig Tost            | Marta Fraga Perez María José Martínez Sánchez    | 6:1, 6:1          |
| 5.  | 12. Mai 2007       | Monzón    | ITF $75.000 | Hartplatz | María Emilia Salerni       | Irina Kurjanowitsch Wesna Manassijewa            | 6:2, 6:1          |
| 6.  | 5. August 2007     | Vigo      | ITF $25.000 | Hartplatz | Carla Suárez Navarro       | Ria Dörnemann Justine Ozga                       | 6:1, 4:6, 6:3     |
| 7.  | 22. Oktober 2011   | Sevilla   | ITF $25.000 | Sand      | Lara Arruabarrena          | Leticia Costas Inés Ferrer Suárez                | 6:4, 6:4          |
| 8.  | 7. Juni 2015       | Madrid    | ITF $10.000 | Sand      | Cristina Sánchez-Quintanar | Silvia García Jiménez Olga Sáez Larra            | 4:6, 6:4, [10:7]  |
| 9.  | 3. Juli 2015       | Prokuplje | ITF $10.000 | Sand      | Alexandra Nancarrow        | Maryna Kolb Nadija Kolb                          | 2:6, 6:4, [10:6]  |
| 10. | 18. September 2015 | Madrid    | ITF $10.000 | Hartplatz | Cristina Sánchez-Quintanar | Deborah Chiese Isabelle Wallace                  | 7:64, 7:5         |
| 11. | 25. September 2015 | Madrid    | ITF $10.000 | Hartplatz | Cristina Sánchez-Quintanar | María Martínez Martínez Olga Sáez Larra          | 6:4, 6:3          |
| 12. | 16. Oktober 2015   | Melilla   | ITF $10.000 | Hartplatz | Oleksandra Korashvili      | Irene Burillo Escorihuela Isabelle Wallace       | 6:3, 6:1          |
| 13. | 6. November 2015   | Vinaròs   | ITF $10.000 | Sand      | Oleksandra Korashvili      | Alicia Herrero Linana Xenija Scharifowa          | 6:2, 4:6, [10:5]  |
| 14. | 14. Juli 2017      | Turin     | ITF $25.000 | Sand      | Paula Cristina Gonçalves   | Irene Burillo Escorihuela Yvonne Cavallé Reimers | 5:7, 6:0, [10:8]  |
| 15. | 21. Juli 2017      | Imola     | ITF $25.000 | Teppich   | Paula Cristina Gonçalves   | Eleni Kordolaimi Seone Mendez                    | 6:3, 1:6, [10:3]  |
| 16. | 28. April 2018     | Óbidos    | ITF $25.000 | Teppich   | Ángela Fita Boluda         | Freya Christie An-Sophie Mestach                 | 7:63, 1:6, [10:6] |

## Abschneiden bei Grand-Slam-Turnieren

### Einzel
| Turnier         | 2008 | 2009 | 2010 | 2011 | 2012 | 2013 | 2014 | Karriere |
| --------------- | ---- | ---- | ---- | ---- | ---- | ---- | ---- | -------- |
| Australian Open | —    | Q1   | —    | —    | Q1   | Q3   | —    | —        |
| French Open     | —    | Q1   | —    | —    | Q1   | Q1   | 1    | 1        |
| Wimbledon       | —    | Q1   | —    | Q3   | Q2   | 1    | Q1   | 1        |
| US Open         | Q1   | Q1   | —    | Q1   | Q1   | 1    | —    | 1        |

Zeichenerklärung: S = Turniersieg; F, HF, VF, AF = Einzug ins Finale / Halbfinale / Viertelfinale / Achtelfinale; 1, 2, 3 = Ausscheiden in der 1. / 2. / 3. Hauptrunde; Q1, Q2, Q3 = Ausscheiden in der 1. / 2. / 3. Qualifikationsrunde; nicht ausgetragen